# Prudens van Duyse

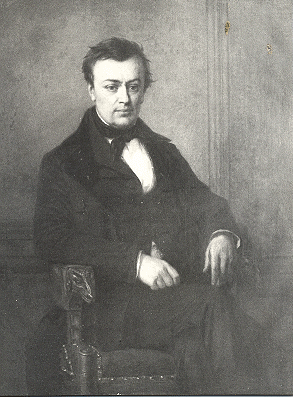
Prudens van Duyse.

Prudens van Duyse, född 17 september 1804 i Dendermonde, död 13 november 1859 i Gent, var en flamländsk poet.
Duyse blev 1838 stadsarkivarie i Gent och var en av den flamländska nationella rörelsens främsta ledare, och blev särskilt känd för sin arkaiserande retoriska diktkonst. Duyse skrev 21 diktsamlingar och ett flertal historiska avhandlingar. Av hans diktsamlingar kan nämnas Vaderlandsche poezij (1840), Natalia (1842), Het klaverblad (1848) och De Nazomer (1859) samt den episka dikten Jakob van Artevelde (1858).